# Война Сицилийской вечерни
Война Сицилийской вечерни — война между Анжуйской ветвью дома Капетингов и королями Арагона, шедшая в Западном Средиземноморье с 1282 по 1302 годы.

## Восстание Сицилийской вечерни
В 1112 году граф Сицилии Рожер II стал единоличным правителем Сицилии, после чего, вмешавшись в дела континентальной Италии, захватил Южную Италию. Поддержанный им антипапа Анаклет II короновал его королём Сицилийского королевства, в состав которого вошли как остров Сицилия, так и южная часть Италии с Неаполем. В 1139 году по Миньянскому договору папа Иннокентий II признал Рожера королём.
В конце XII века Сицилийское королевство унаследовал император Священной Римской империи Фридрих II. Ему наследовал в 1250 году император Конрад IV. Наследником Конрада (1254 год) стал его двухлетний сын Конрадин. Реально же все это время Сицилией правил незаконный сын Фридриха II Манфред Сицилийский, который после распространения ложных слухов о смерти Конрадина в 1258 году объявил себя королём Сицилии.
Папа Климент IV не признал прав Манфреда на королевство, и «передал» его брату короля Франции Луи IX Карлу Анжуйскому, который и вступил на престол после гибели Манфреда в 1266 году. Карл рассматривал получение Сицилии как первый шаг на пути к завоеванию всего Средиземноморья и готовился к войне с византийским императором Михаилом VIII Палеологом. Налоги, собираемые в Сицилии, уходили во Францию, французы вели себя на Сицилии с крайней заносчивостью.
Вечером 29 марта 1282 года пьяный французский сержант стал домогаться сицилийской женщины близ церкви Святого Духа в Палермо как раз в тот момент, когда колокола звонили к вечерне. Муж женщины напал на сержанта и прикончил его; убийство стало началом волнений, которые привели к резне. К утру было убито две тысячи французов, Палермо оказался в руках мятежников. 28 апреля восстала и Мессина, где сожжён был стоявший здесь флот короля Карла. Большинство французов успели укрыться в цитадели под командованием Герберта Орлеанского, сумевшего добиться сдачи на выгодных условиях. Собиравшийся начать войну против Византии король Карл был вынужден изменить свои планы и высадился в Мессине, осадив её с моря и суши.
Сицилиец Джованни Прочида провёл некоторое время при дворе арагонского короля Педро III, который был зятем Манфреда Сицилийского. Восставшие направили делегацию в Алькойль, умоляя Педро III принять корону Сицилии и защитить её от Карла I Анжуйского. Педро III согласился, и 30 августа 1282 года высадился в Трапани. По пути в Палермо сицилийцы приветствовали его, и уже 4 сентября 1282 года он короновался в Палермо как король Сицилии (Педро I). В сентябре — октябре 1282 года Педро взял под свой контроль всю Сицилию, а Карл I Анжуйский был вынужден снять осаду с Мессины и отплыть в Неаполь. 18 ноября 1282 года папа Мартин IV отлучил Педро III от Церкви и лишил его прав на королевство.

## Арагонское вторжение в Италию

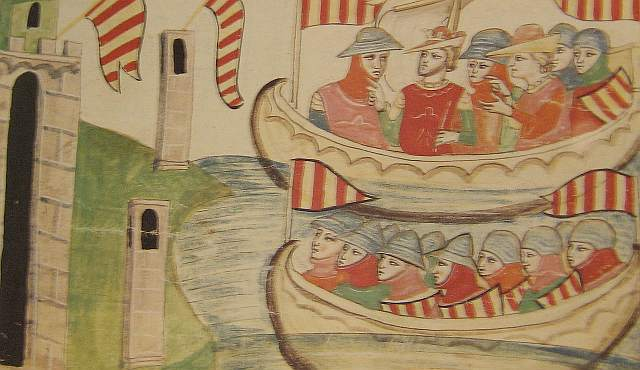
Высадка Педро в Трапани

К февралю 1283 года Педро уже контролировал большую часть побережья Калабрии. Карл Анжуйский, для которого потеря Сицилии означала крах всех его планов по созданию Средиземноморской державы, сравнимой с Римской империей, отправил Педро вызов на поединок, предлагая решить судьбу Сицилии с помощью единоборства. Схватка должна была состояться на английской территории — в Бордо. Педро принял предложение, однако во время последующих переговоров было решено, что так как Карлу уже исполнилось 55 лет (по меркам того времени он был стар), а Педро — только 40, то будет честнее, если каждый монарх приведёт с собой сотню тщательно отобранных рыцарей, которые будут сражаться бок о бок с ним.
Однако, договорившись о дате поединка, стороны забыли назначить точное время. Король Педро и его рыцари прибыли к месту схватки рано утром, когда на месте не было ни Карла, ни его рыцарей; когда герольды должным образом возвестили о его присутствии, Педро, как и следовало, покинул поле и объявил себя победителем, поскольку его противник струсил, так и не явившись. Карл прибыл через несколько часов, и поступил так же. Обе стороны понесли существенные потери — как денег, так и времени — но сохранили честь без физического ущерба; эти два короля так никогда и не встретились лично.
Пока Педро и Карл занимались дуэльными вопросами, арагонский адмирал Руджеро Лауриа продолжал вести морскую войну в Калабрии, а в июле 1283 года разбил анжуйский флот в сражении у Мальты. Затем, в июне 1284 года, выманив будущего Карла II с флотом из Неаполя в море, Руджеро полностью уничтожил анжуйский флот в битве в Неаполитанском заливе, взяв в плен самого принца Карла и 42 корабля и приведя их в Мессину. Карл I вернулся в Италию, но вскоре, в 1285 году, умер, и война в Италии оказалась без руководителей с обеих сторон: наследник Карла I находился в плену, а Педро был занят в Испании, отражая крестовый поход.

## Крестовый поход против Арагона

Боевые действия в 1285 г.

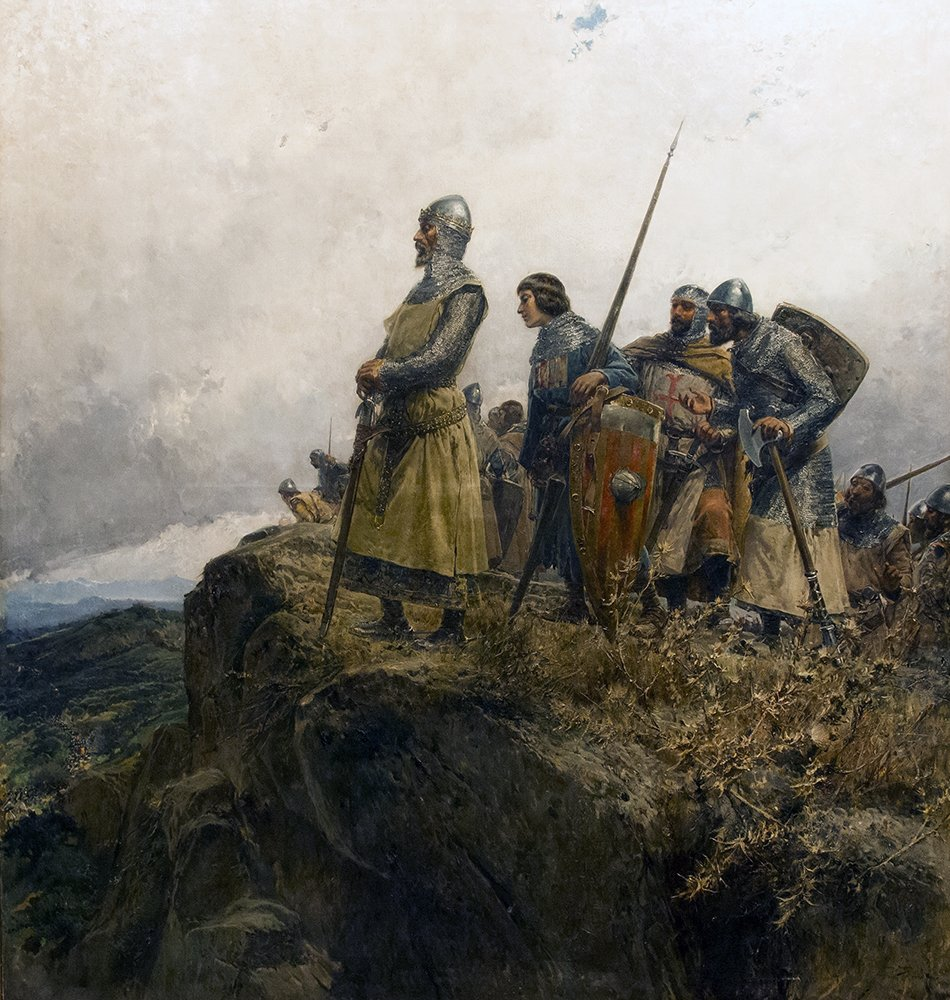
Педро III в Паниссарском проходе

Так как и Сицилия, и Неаполь формально были дарованы Карлу папой римским, то папству следовало позаботиться о своём престиже. Папа Мартин IV передал королевство сыну французского короля Филиппа III — Карлу Валуа, и провозгласил крестовый поход против Арагона. Король Филипп начал набирать войско и искать союзников в Европе.
Тем временем Педро занимался проблемами, возникшими у него дома. Он отвоевал Альбаррасин у взбунтовавшегося Хуана Нуньеса де Лара, возобновил союз с кастильским королём Санчо IV и атаковал Туделу, чтобы не дать наваррскому королю Филиппу I, который был сыном французского короля Филиппа III, атаковать Арагон с этого направления.
Брат Педро — король Майорки Хайме II — в 1284 году признал французский сюзеренитет над Монпелье и дал французам право прохода через принадлежавшие ему Балеарские острова и Графство Руссильон (лежавшее между французскими и арагонскими владениями). В 1284 году французская армия вошла в Руссильон, однако, несмотря на поддержку Хайме, местное население восстало против французов. Героически сопротивлялся французам город Элн, обороной которого командовал незаконный сын Нуньо Санчеса (последнего графа Руссильона перед присоединением графства к Арагонскому королевству), однако в итоге он пал.
В 1285 году Филипп осадил Жирону и после упорной борьбы взял город. Здесь Карл Валуа был коронован королём Арагона, но короны найти не удалось, и его пришлось короновать кардинальской шляпой, за что он получил нелестное прозвище «шляпный король». Педро вызвал с Сицилии каталонскую эскадру адмирала Руджеро Лауриа, который уничтожил французский флот в сражении у островов Формигес. Французские сухопутные войска поразила эпидемия дизентерии, от которой пострадал и сам король Филипп. Король Наварры — наследник французского престола — договорился с Педро о свободном возвращении французской королевской семьи через Пиренеи, но для войск такого разрешения дано не было, и французская армия была разбита в сражении в Паниссарском проходе. Сам французский король умер в Перпиньяне — столице Хайме II.
Арагонский и сицилийский король Педро скончался 2 ноября 1285 года — в том же году, что и оба его соперника. До своей смерти он успел сделать заявление о том, что его завоевания совершены исключительно в целях защиты семейных прав, и не ущемляют прав церкви. После нескольких лет боевых действий (в ходе которых в 1287 году Руджеро Лауриа разгромил анжуйский флот в Битве графов) в 1291 году был подписан Тарасконский договор, по которому с короля Арагона Альфонсо III и короля Сицилии Хайме I снималось отлучение от церкви. Альфонсо пообещал, что его брат Хайме не будет удерживать Сицилийское королевство против воли папства, а папа Николай IV признал Хайме королём Сицилии, аннулировав инвеституру Карла Валуа.

## Сицилия против Неаполя и Арагона
18 июня 1291 года король Арагона Альфонсо III неожиданно умер. Детей Альфонсо не оставил, в результате королём Арагона, Валенсии и Майорки стал Хайме. Согласно завещанию брата, Хайме должен был передать сицилийскую корону младшему брату, Федериго, однако он отказался выполнять завещание, желая сохранить за собой и Сицилию.
Оставив Федериго своим наместником в Сицилии, в июле Хайме отправился в Барселону, где и был коронован как король Арагона и Валенсии под именем Хайме II. Вскоре он отказался отдавать Балеарские острова Хайме II Майоркскому, объявив их неотъемлемой частью Арагонского королевства. В результате папа Николай снова отлучил от церкви Хайме, что должно было привести к возобновлению войны.
Однако вскоре Хайме был вынужден вновь начать мирные переговоры, будучи готов передать Сицилию Карлу II за вознаграждение. А 4 апреля 1292 года умер папа Николай, его преемник был выбран только через 2 года, что затормозило переговоры. Карл II, заинтересованный в возвращении Сицилии и освобождении сыновей, бывших заложниками при Арагонском дворе, при посредничестве короля Кастилии Санчо IV в конце 1293 года договорился о перемирии с Хайме, а также делал заманчивые предложения первым лицам Сицилийского королевства и инфанту Федериго. Новый папа, Целестин V был ставленником Карла, поддерживая все его предложения. Однако в декабре 1294 года папа Целестин отрёкся от папского престола, а выбранный вскоре Бонифаций VIII хотя и был в плохих отношениях с Карлом, но поддержал проект мирного договора с Хайме. В итоге 5 июня 1295 года был подписан Ананьиский договор, по которому Хайме передавал Сицилию и Калабрию папскому престолу, возвращал Балеарские острова Хайме II Майоркскому в обмен на Сардинию, кроме того король Майорки признавался вассалом короля Арагона. Также Хайме освобождал из заключения сыновей Карла. В обмен папа давал огромное приданое за дочерью Карла, Бланкой, которая должна была выйти замуж за Хайме, а брат Хайме — инфант Федериго — должен был получить руку племянницы Карла, Екатерины де Куртене, носившей громкий титул императрицы Латинской империи. Кроме того с Хайме и Федериго снималось отлучение.
Однако условия договора, заключенного за их спиной и отдающего их под власть французов, не устроили сицилийцев и Федериго, тем более что Екатерина де Куртене отказалась выходить замуж за безземельного принца. Федериго при поддержке сицилийских сословий отверг договор Ананьи, и 12 декабря 1295 года принял титул правителя Сицилии. 15 января 1296 года сицилийский парламент в Катании провозгласил Федериго королём. 25 марта 1296 года он был коронован в соборе Палермо.
Хайме отказался поддержать брата. Более того, он принял участие в начавшейся в 1298 году войне против Федериго, которая продолжалась с переменным успехом. При этом на стороне Хайме выступали и герои предыдущей войны — Джованни Прочида и Руджеро Лауриа, перешедшие в итоге на службу к Карлу II. В июле 1299 года Хайме разбил флот Федериго в сражении у мыса Орландо, а сыновья Карла II — Роберт и Филипп — высадились на Сицилии и взяли Катанию. Однако уже в сентябре 1299 года Хайме вернулся в Испанию и в дальнейшем в военных действиях против брата участия не принимал.
Федериго с 1296 года успешно воевал в Калабрии, а когда Роберт после взятия Катании двинулся на Трапани — разбил его в сражении у Фальконарии. Однако в июне 1300 года Руджеро Лауриа разбил сицилийский флот в сражении у острова Понца и взял в плен самого Федериго.
В 1302 году по приказу папы Бонифация Карл Валуа прибыл в Италию, отвоевал Калабрию и высадился на Сицилии, но его армия была поражена чумой, и ему пришлось просить мира. В итоге 31 августа 1302 года был подписан Кальтабеллотский договор, по которому признавалась власть Федериго над Сицилией, но только до его смерти. При этом папа Бонифаций VIII настоял на том, чтобы титул Федериго звучал как «король Тринакрии».